# Otuzul
Otuzul (ryska: Отузул) är en ort i Kirgizistan.   Den ligger i oblastet Ysyk-Köl Oblusu, i den östra delen av landet, 300 km öster om huvudstaden Bisjkek. Otuzul ligger 1 698 meter över havet och antalet invånare är 977.
Terrängen runt Otuzul är platt åt nordväst, men åt sydost är den kuperad. Runt Otuzul är det mycket glesbefolkat, med 5 invånare per kvadratkilometer. Närmaste större samhälle är Karakol, 8,9 km sydväst om Otuzul. Omgivningarna runt Otuzul är en mosaik av jordbruksmark och naturlig växtlighet.